# رمبيك
رمبيك تقع في جنوب السودان، وهي عاصمة ولاية البحيرات
بعد إتمام اتفاقية السلام التي أنهت الحرب الأهلية السودانية الثانية اختارتها الحركة الشعبية لتحرير السودان كمركز إداري مرحلي للحكم الذاتي في جنوب السودان فاستمرت على هذا على هذا النحو إلى أن تم اختيار جوبا عاصمة دائمة.
بلغ عدد سكان رمبيك عام 2005 ما يقارب من 100,000 وتلقت ضربات موجعة خلال النزاع الداخلي.
يخدم المدينة مدرج مطار رمبيك الترابي، مع نية تعبيد مدرج المطار، وبعض الطرق الداخلية .
المدينة يسكنها ثلاثة من قبائل الدينكا وهي ألياب والشيك والأغار، وقبائل من غير الدنكا مثل أتوت والجوربيل.

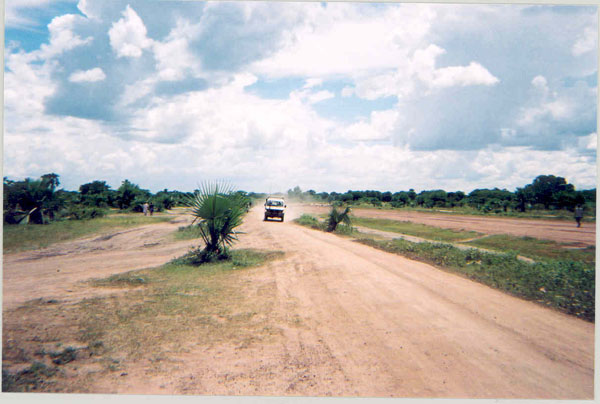
طريق محاذي لأرض مطار رمبيك

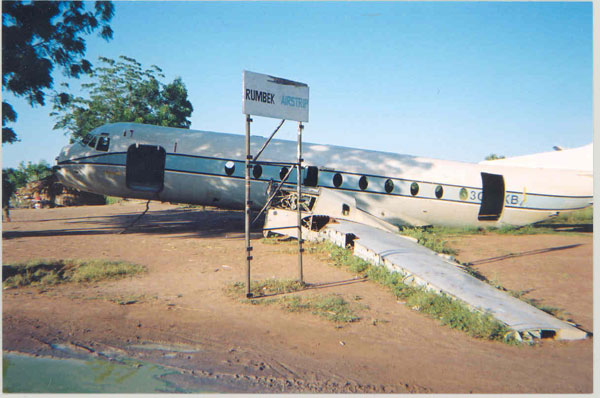
إحدى طائرات الإغاثة سقطت على مدرج المطار عند إقلاعها

## المناخ
يظهر الجدول التالي التغييرات المناخية على مدار السنة لرمبيك:
| البيانات المناخية لـرمبيك          | البيانات المناخية لـرمبيك | البيانات المناخية لـرمبيك | البيانات المناخية لـرمبيك | البيانات المناخية لـرمبيك | البيانات المناخية لـرمبيك | البيانات المناخية لـرمبيك | البيانات المناخية لـرمبيك | البيانات المناخية لـرمبيك | البيانات المناخية لـرمبيك | البيانات المناخية لـرمبيك | البيانات المناخية لـرمبيك | البيانات المناخية لـرمبيك | البيانات المناخية لـرمبيك |
| الشهر                              | يناير                     | فبراير                    | مارس                      | أبريل                     | مايو                      | يونيو                     | يوليو                     | أغسطس                     | سبتمبر                    | أكتوبر                    | نوفمبر                    | ديسمبر                    | المعدل السنوي             |
| ---------------------------------- | ------------------------- | ------------------------- | ------------------------- | ------------------------- | ------------------------- | ------------------------- | ------------------------- | ------------------------- | ------------------------- | ------------------------- | ------------------------- | ------------------------- | ------------------------- |
| الدرجة القصوى °م (°ف)              | 40.3 (104.5)              | 42.8 (109.0)              | 43.3 (109.9)              | 42.2 (108.0)              | 41.1 (106.0)              | 38.2 (100.8)              | 40.0 (104.0)              | 36.7 (98.1)               | 37.0 (98.6)               | 39.5 (103.1)              | 38.5 (101.3)              | 39.1 (102.4)              | 43.3 (109.9)              |
| متوسط درجة الحرارة الكبرى °م (°ف)  | 35.4 (95.7)               | 37.4 (99.3)               | 37.9 (100.2)              | 36.4 (97.5)               | 34.5 (94.1)               | 32.8 (91.0)               | 31.7 (89.1)               | 31.7 (89.1)               | 32.7 (90.9)               | 33.8 (92.8)               | 34.4 (93.9)               | 34.8 (94.6)               | 34.5 (94.1)               |
| المتوسط اليومي °م (°ف)             | 27.1 (80.8)               | 28.9 (84.0)               | 30.5 (86.9)               | 29.7 (85.5)               | 28.5 (83.3)               | 27.3 (81.1)               | 26.5 (79.7)               | 26.5 (79.7)               | 27.2 (81.0)               | 27.5 (81.5)               | 27.4 (81.3)               | 26.7 (80.1)               | 27.8 (82.0)               |
| متوسط درجة الحرارة الصغرى °م (°ف)  | 18.8 (65.8)               | 20.5 (68.9)               | 23.2 (73.8)               | 23.0 (73.4)               | 22.6 (72.7)               | 21.8 (71.2)               | 21.3 (70.3)               | 20.9 (69.6)               | 21.7 (71.1)               | 21.3 (70.3)               | 20.4 (68.7)               | 18.5 (65.3)               | 21.2 (70.2)               |
| أدنى درجة حرارة °م (°ف)            | 8.3 (46.9)                | 14.5 (58.1)               | 17.0 (62.6)               | 18.0 (64.4)               | 17.2 (63.0)               | 16.4 (61.5)               | 16.0 (60.8)               | 17.0 (62.6)               | 16.5 (61.7)               | 16.8 (62.2)               | 15.2 (59.4)               | 11.0 (51.8)               | 8.3 (46.9)                |
| الهطول مم (إنش)                    | 0.4 (0.02)                | 2.1 (0.08)                | 17.6 (0.69)               | 61.8 (2.43)               | 117.3 (4.62)              | 135.3 (5.33)              | 144.0 (5.67)              | 159.7 (6.29)              | 130.1 (5.12)              | 67.7 (2.67)               | 11.7 (0.46)               | 0.0 (0.0)                 | 847.7 (33.37)             |
| متوسط أيام هطول الأمطار (≥ 0.1 mm) | 0.1                       | 0.7                       | 3.0                       | 6.8                       | 10.5                      | 10.7                      | 12.4                      | 13.9                      | 10.0                      | 7.3                       | 1.7                       | 0.0                       | 77.1                      |
| متوسط الرطوبة النسبية (%)          | 37                        | 31                        | 40                        | 52                        | 64                        | 69                        | 73                        | 74                        | 71                        | 68                        | 56                        | 43                        | 56.5                      |
| ساعات سطوع الشمس الشهرية           | 279.0                     | 235.2                     | 226.3                     | 201.0                     | 220.1                     | 177.0                     | 195.3                     | 207.7                     | 198.0                     | 226.3                     | 237.0                     | 272.8                     | 2٬675٫7                   |
| نسبة وصول أشعة الشمس               | 71                        | 81                        | 60                        | 56                        | 62                        | 57                        | 51                        | 53                        | 53                        | 61                        | 67                        | 78                        | 63                        |
| المصدر: NOAA                       |                           |                           |                           |                           |                           |                           |                           |                           |                           |                           |                           |                           |                           |

## وصلات خارجية
- عاصمة غير أكيدة لجنوب السودان, بي بي سي, 21 يناير 2005

1. ↑  GeoNames (بالإنجليزية), 2005, QID:Q830106
2. ↑  "Rumbek Climate Normals 1961–1990". الإدارة الوطنية للمحيطات والغلاف الجوي. مؤرشف من الأصل في 2020-08-04. اطلع عليه بتاريخ 2016-01-18.